# Dvije sirote (1919.)
Dvije sirote je hrvatski nijemi igrani film redatelja Alfreda Grünhuta, proizveden 1918. u produkciji Prvog hrvatskog kinematografskog poduzeća Croatia u Zagrebu. 
Film je adaptacija istoimene drame Adolphea d'Enneryja i Eugenea Cormona (1874) koja se prije toga nekoliko desetljeća u više navrata s uspjehom prikazivala u zagrebačkom kazalištu. Godine 1921. je prema istom predlošku, vrlo popularnom i u SAD-u, američki redatelj David Wark Griffith snimio film Orphans of the Storm (Siročad oluje). 
U filmu su nastupili prvaci tadašnjeg ansambla Hrvatskog narodnog kazališta u Zagrebu, Arnošt Grund, August Cilić, Milica Mihičić, Ivo Mirjev, Bogumila Vilhar, Josip Pavić, Ervin Vilković, sam redatelj Alfred Grünhut te  Zorka Grund, kći Arnošta Grunda, Franjo Sotošek, Josip Horvat, Jovanka Jovanović i Vlasta Dryak u dječjoj ulozi.
Film se drži izgubljenim, ali je sačuvan veći broj promotivnih razglednica. Prema njima može se zaključiti da je Zorka Grund igrala uloge obiju sestara.

## Vanjske poveznice
- IMDB Dvije sirotice